# Lust for Life (альбом Іггі Попа)
Lust for Life - другий студійний альбом Іггі Попа та його другий диск, записаний у співпраці з Девідом Бові, виданий у 1977 році, через півроку після платівки The Idiot. Диск отримав позитивні відгуки критиків і на сьогоднішній день є найбільш комерційно успішним альбомом музиканта, крім того, він став його найуспішнішим лонгплеєм у британському чарті (досяг #28). Заголовна пісня отримала новий виток популярності через два десятиліття, коли потрапила в саундтрек до фільму «На голці» (1996).

## Передісторія
Робота над Lust for Life почалася відразу ж після закінчення концертного туру на підтримку альбому The Idiot, який завершився 16 квітня 1977 року.  За словами Іггі Попа: «Ми з Девідом вирішили, що запишемо цей альбом дуже швидко, ми написали, записали і змікшували його за вісім днів. Ми зробили це так швидко тому, що ми мали багато грошей від авансу, які ми поділили» Співак мало спав у період запису платівки, пояснюючи це так: «Бові страшенно швидкий хлопець ... Я зрозумів, що я повинен бути швидше ніж він, інакше це могло перетворитися на його альбом» Спонтанний метод створення пісень, який превалював у Іггі Попа, надихнув Бові імпровізувати з власною лірикою під час запису своєї наступної платівки Heroes.
Боуї, Поп та звукоінженер Колін Тарстон продюсували Lust for Life під псевдонімом Bewlay Bros. (назва фінальної пісні на альбомі Бові Hunky Dory). Платівка була записана на берлінській студії Hansa Tonstudio разом із гітаристами Рікі Гердінером і Карлосом Аломаром та Хантом і Тоні Сейлсамі на ударних та басу відповідно. Крім Бові (який грав на клавішних та виконав бек-вокал), серед сесійних музикантів були три чверті майбутнього складу його гурту Tin Machine. Брати Сейлз внесли «ураганний внесок» у запис альбому, що спонукало Бові запропонувати їм приєднатися до своєї нової групи через дванадцять років («я знайшов нам ритм-секцію!» — сказав він Рівзу Гебрелсу після прослуховування альбому Lust For Life). Титульна фотографія була зроблена Енді Кентом, який також сфотографував Попа для обкладинки The Idiot.

## Стиль та теми
Lust for Life, як правило, вважається записом з більшим впливом Іггі Попа, ніж Бові, який, у свою чергу, домінував на платівці The Idiot. Порівняно з попередником альбом був менш експериментальним у музичному плані і мав більш рок-н-рольний відтінок. Проте деякі композиції відрізнялися похмурою атмосферою, наприклад The Passenger, яку Рой Карр та Чарльз Шаар Мюррей (редактори New Musical Express), описали як одну з «найприлипливих пісень Попа», а також «Tonight» і «Turn Blue» — вони обидві стосувалися теми зловживання героїном. Платівка містить і більш оптимістичні пісні, такі як "Success" і " Lust for Life", останню журнал Rolling Stone описав як "послання від того, хто вижив - в маси". 
За словами Іггі Попа знаменитий риф, придуманий Бові для "Lust for Life", був натхненний кодом морзе, який відкриває випуск новин American Forces Network News у Берліні. У кількох місцях мелодія дублюється всією групою, Карлос Аломар прокоментував це: «Ми не могли грати в контр-ритм, нам просто доводилося слідувати йому».. Барабанщик гуртів Joy Division та New Order Стівен Морріс заявив: «У „Lust For Life“ звук ударних не просто потужний, а могутній! Найгучніші тарілки відомі людству – у цьому рифі! Я мрію про такий самий звук досі».
"The Passenger" була натхненна віршем Джима Моррісона, який порівнював "сучасне життя з подорожжю на машині". Також пісню інтерпретували як «спритний підкол Іггі про культурний вампіризм Боуї». Музика, «спокійний… пружний грув», була написана гітаристом Рікі Гардінером. Пісня була випущена як бі-сайд на єдиному синглу альбому — «Success», безтурботної композиції записаної в стилі питання—відповіді. AllMusic назвав її "чудовою одноразовою піснею", а Rolling Stone - "заразним одноразовим треком".
«Turn Blue» триває трохи менше 7 хвилин, це найдовша пісня на альбомі, її текст — свого роду сповідь, яка була складена в період невдалої сесії Бові та Попа у травні 1975 року, коли останній перебував у стані найсильнішої наркозалежності. Ця пісня, що спочатку називалася «Moving On», була написана Бові, Попом, Волтером Лесі і Ворреном Пісом. Також текст цієї пісні — єдиний із усіх, який відсутній на обкладинці оригінального вінілового видання. Серед інших композицій альбому були: "Sixteen" - єдина пісня написана повністю Іггі Попом, "Some Weird Sin" - хард-роковий трек з лірикою від імені "заблудлого хлопця", нео-панк "Neighborhood Threat і "Fall in Love with Me", яка народилася з імпровізованого джему групи, Іггі Поп одразу ж написав для неї текст, очевидно надихаючись своєю тодішньою дівчиною - Естер Фрідмен (англ. Esther Friedmann).

## Випуск та вплив
Lust for Life досяг 28-го місця в хіт-параді Великої Британії, це найвища позиція Іггі в чартах цієї країни. Спочатку альбом добре продавався в США, але раптова смерть Елвіса Преслі внесла свої корективи - лейбл RCA Records сфокусувався на перевиданні каталогу платівок «Короля рок-н-ролу», тим самим, ні про яке просування альбому Іггі Попа не було мови. Зрештою, лонгплей добре зарекомендував себе в Сполучених Штатах, але досяг лише 120-ї позиції в хіт-параді Billboard. У сучасному огляді від журналу Rolling Stone зазначалося, що «сам собою, „Lust for Life“ — успішний альбом», але рецензент нарік, що «нова позиція Іггі Попа — обережна і зовсім не бунтарська». 30 вересня 1977 був випущений єдиний сингл з альбому - «Success»

## Відгуки критиків
Марк Демінг із AllMusic писав у своїй рецензії:
|               | У музичному плані Lust for Life має більш агресивний зміст, ніж The Idiot, в основному це заслуга ритм секції— братам Ханту та Тоні Сейлсам. Брати довели, що у своїй справі вони одні з найкращих: створивши рок-н-рольну вакханалію в титульному треку, жорсткий грув у «Tonight» і мінімалістичний нео-панк «Neighborhood Threat», разом з гітаристами Рікі Гардінером і Карлосом сформували неповторний рок-н-рольний ансамбль — «небо і земля» в порівнянні з нехитрим звуком The Stooges, але здатний розбудити в Іггі колишню силу. Девід Бові знову виступив продюсером запису, але його вплив на цьому альбомі менш помітний у порівнянні з The Idiot. У ліричному плані Іггі Поп взяв нову для себе висоту: у текстах він зачіпає теми наркотиків («Tonight»), декадансу («The Passenger»), неправильних рішень («Some Weird Sin») та спокуси, з якою йому проходило зіткнутися ( "Lust for Life"). На Lust for Life Іггі Попу вдалося поєднати агресивний натиск періоду The Stooges з інтелектуальним світоглядом The Idiot – результат вийшов просто чудовим: розумний, кумедний, гострий та рок-н-рольний альбом. Lust for Life - найкращий запис у сольній кар'єрі Іггі Попа. |
| — Марк Демінг | |

## Кавер-версії та концертні виконання
Через рік концертні версії «Lust for Life» і «Sixteen» були випущені на платівці Попа TV Eye. Кавер-версія «Tonight» у виконанні Бові та Тіни Тернер (без початкових рядків, де йдеться про наркотики), а також композицію «Neighborhood Threat» було включено до альбому Бові Tonight 1984 року. Композиція «The Passenger» була переспівана такими виконавцями, як: Нік Кейв, Bauhaus, Lunachicks, Siouxsie and the Banshees, а також Майком Хатченсом (для саундтреку до фільму «Бетмен Назавжди»), серед інших бразильський гурт Capital Inicial записав свою версію пісні португальською мовою, яка називалася «О Passageiro». Гурт Duran Duran зробив кавер-версію треку «Success» для свого альбому Thank You. «Lust For Life» виконували багато музикантів, включаючи: Yo La Tengo, The Damned, The Smithereens, Том Джонс і The Pretenders, її також на своїх концертах виконував Девід Бові. «Lust for Life» використовувалася у передачі «The Jim Rome Show», як музична заставка, а також, як музична тема для рекламних роликів фірми Royal Caribbean International. Її рифом надихнувся гурт Jet для написання пісні «Are You Gonna Be My Girl?», крім того, цей риф був процитований валлійським гуртом Manic Street Preachers у фіналі їхнього треку «You Love Us» і шотландським гуртом Travis на початку їхньої пісні «Selfish Jean».

## Треклист
Автор слів Іггі Поп, за виключенням відмічених. 
| Сторона A | Сторона A        | Сторона A     | Сторона A  |
| #         | Назва            | Автор музики  | Тривалість |
| --------- | ---------------- | ------------- | ---------- |
| 1.        | «Lust for Life»  | Девід Бові    | 5:12       |
| 2.        | «Sixteen»        | Іггі Поп      | 2:23       |
| 3.        | «Some Weird Sin» | Девід Бові    | 3:40       |
| 4.        | «The Passenger»  | Рікі Гардінер | 4:40       |
| 5.        | «Tonight»        | Девід Бові    | 3:38       |

| Сторона B | Сторона B              | Сторона B   | Сторона B                          | Сторона B  |
| #         | Назва                  | Автор слів  | Автор музики                       | Тривалість |
| --------- | ---------------------- | ----------- | ---------------------------------- | ---------- |
| 1.        | «Success»              | Волтер Лесі | Девід Бові                         | 4:23       |
| 2.        | «Turn Blue»            |             | Девід Бові, Воррен Піс             | 6:53       |
| 3.        | «Neighborhood Threat»  |             | Девід Бові, Рікі Гардінер          | 3:22       |
| 4.        | «Fall in Love with Me» |             | Девід Бові, Тоні Сейлс, Хант Сейлс | 6:30       |

## Учасники запису
- Іггі Поп: вокал
- Девід Бові: клавішні, фортепіано, бек-вокал
- Карлос Аломар: гітара, бек-вокал
- Рікі Гардінер: гітара , бек-вокал
- Тоні Сейлз: бас-гітара, бек-вокал
- Хант Сейлз: ударні, бек-вокал

## Чарти і сертифікати
| Chart (1977)                         | Peak position |
| ------------------------------------ | ------------- |
| Нідерланди Dutch Albums (MegaCharts) | 8             |
| Велика Британія UK Albums (OCC)      | 28            |
| US Billboard Top LPs & Tape          | 120           |

| Регіон                                             | Сертифікація | Продажі  |
| -------------------------------------------------- | ------------ | -------- |
| Велика Британія (BPI)                              | Золотий      | 100 000^ |
| ^відвантаження, що базуються лише на сертифікаціях |              |          |